# Идиолект
Идиоле́кт (др.-греч. ἰδιόλεκτος, от ἴδιος «собственный, личный, отличный» и λέγω «говорю») — вариант языка, используемый одним человеком. Он выражается в особых принципах подбора слов и грамматических особенностях, а также в словах, выражениях, идиомах или произношении, которые характерны исключительно для данного человека.
Каждый человек обладает своим идиолектом. Уникальным является скорее объединение слов и предложений в речи, а не использование неких особых слов, которые никто другой не употребляет. Идиолект может легко развиться до эколекта — диалектного варианта языка, характерного для одной семьи.
Судебные лингвисты могут использовать идиолект для того, чтобы определить, был ли текст (письменный или расшифровка устного) создан человеком, которому его приписывают. Предполагаемое признание Дерека Бентли не совпадало с его идиолектом, и современный анализ этого текста привел к посмертному принесению ему извинений. Другой случай - семья Унабомбера узнала его идиолект из писем и сообщила полиции о своих подозрениях.
Хотя идиолекты часто незаметны в речи, некоторые из них, особо выдающиеся и употребляемые знаменитыми людьми, часто входят в историю в форме прозвищ. Например, прозвище Уилли Мейса (the Say-Hey Kid), который часто употреблял выражение «say hey», или Эрнесто «Че» Гевара, получивший своё произвище от кубинских соратников за частое использование характерного для аргентинцев слова Че (Междометие che является распространённым обращением в Аргентине).
В зависимости от уровня анализа, идиолект может расширяться до других вариантов, таких как этнолект, диалект, социолект, геолект (языковые особенности, характерные для определенной географической области), хронолект и так далее.

## Идиолект и язык
В соответствии с различными взглядами на проблему, либо идиолекты возникают на основе неких абстрактных стандартизованных языковых идей, защищаемых властями (такими как издатели словарей), либо языки являются совокупностью идиолектов и таким образом существуют только на пересечении индивидуальных употреблений. Каждая из идей представляет собой эффективную модель для языкового анализа. Более традиционный научный подход выражен в первом предположении.
Второе понимание идиолекта стало основой для изучения эволюции языка по генетической модели: существование вида (конкретного языка) обусловлено существованием множества организмов (идиолектов) с общими свойствами.  Идиолекты изменяются вследствие контакта с другими идиолектами и изменяются как в течение своей жизни, так и из поколения в поколение.
В целом языки должны выбираться в соответствии со способностями молодого мозга к обучению. Но идиолекты имеют такую способность изменяться, особенно в наши дни, когда контакты между разными людьми становятся все более частыми, что систематические свойства языка, которые традиционно являются материалом для лингвистических исследований, находятся в постоянном движении.
На сегодняшний день не существует общей теории коммуникации, основанной на идиолектах. Тем не менее, важнее всего то, что независимо от того, является ли язык заранее установленной традицией или он создается заново при каждой коммуникации, существуют когнитивные способности, общие для всех людей и позволяющие им общаться друг с другом. Эти инструменты, свойственные символической коммуникации, включают в себя способность оценивать ситуацию и предоставлять необходимую информацию, доступ к кратко- и долговременной памяти, способность дифференцировать и осмыслять события в прошлом, а также способность осознавать то, что мозг другого человека тоже пользуется этими и другими инструментами для того, чтобы выражать своё внутреннее состояние и понимать выражение внутреннего состояния другого человека.